# Liste von Persönlichkeiten der Stadt Chojnice
Diese Liste enthält Persönlichkeiten, die in der Stadt Chojnice (Konitz, Conitz) geboren wurden oder gewirkt haben.

## Ehrenbürger
(unvollständig)
- Wilhelm von Tettau (1804–1894), Landrat von Conitz

(vollständig)
- 1960 Czesław Wycech (1899–1977), Parlamentspräsident Polens
- 1965 Gereon Grzenia-Romanowski (1916–1983), Konteradmiral
- 1967 Wassili Fjodorowitsch Morosow (1913–1972), sowjetischer Hauptmann

- 1994 Józef Kowalczyk (* 1938), apostolischer Nuntius
- 1994 Jan Bernard Szlaga (1940–2012), Bischof von Pelplin
- 1994 Kardinal Józef Glemp (1929–2013), Primas von Polen
- 1998 Papst Johannes Paul II. (1920–2005)
- 2002| Josephus Fransiscus Collard (* 1932), Bürgermeister von Waalwijk

- 2002 Edmund Piękny (* 1919)
- 2005 Roman Lewandowski (1932–2012), Kanoniker
- 2007 Kazimierz Ostrowski (* 1938)

- 2010 Elena Pietrowna Rudenko (* 1959)
- 2010 Georg Moenikes (* 1956), Bürgermeister von Emsdetten
- 2010 Albert  Menheere (* 1946), Bürgermeister von Waalwijk
- 2010 Michail Konstantinowitsch Wolkow (* 1950), ukrainischer Kulturverantwortlicher

## Geboren in der Stadt
1400–1772
- Martin Fuhrmann (um 1450–1503), deutscher Philologe, Theologe, Hochschullehrer und Stipendienstifter
- Gregor Breitkopf (um 1472–1529), deutscher Humanist und Hochschullehrer
- Georg Daniel Coschwitz (1679–1729), deutscher Arzt, Apotheker und Hochschullehrer
- Isaak Gottfried Gödtke (1691–1765), deutscher Verwaltungsbeamter und Chronist
- Johann Ernst Gotzkowsky (1710–1775), Unternehmer und preußischer Patriot
- Eobald Toze (1715–1789), Professor der Geschichte und Jurist
- Johann Friedrich Plessing (1720–1793), lutherischer Theologe und Geistlicher
- Nathanael Matthäus von Wolf (1724–1784), deutscher Botaniker, Arzt und Astronom
- Johann Daniel Titius (1729–1796), deutscher Astronom, Physiker und Biologe
- Gottfried Less (1736–1797), deutscher lutherischer Theologe
- Christian Gottfried Ewerbeck (1761–1837), Philosoph und Mathematiker

1773–1918
- Friedrich Wilhelm Landmesser (1810–1891), Reichstagsabgeordneter (Zentrum)
- Otto Consentius (1813–1887), deutscher Schauspieler
- Emil Albert Friedberg (1837–1910), deutscher Kirchenrechtler
- Arnold Nieberding (1838–1912), Jurist und Verwaltungsbeamter
- Hermann Davidson (1842–1911), Hals-Nasen-Ohren-Arzt und Biologe
- Anton von Wolszlegier (1843–1922), Priester und Mitglied des Deutschen Reichstags
- Hugo Heimann (1859–1951), deutscher Verleger, Mäzen und Politiker (SPD)
- Julius Boethke (1864–1917), deutscher Architekt
- Emil Hell (1864–1931), preußischer General
- Hans Lucas (1865–1939), Altphilologe und Gymnasiallehrer
- Hermann Haußmann (1879–1958), deutscher Staatsbeamter, seit 1915 Bürgermeister von Konitz
- Hugo E. Luedecke (1883–1933), deutscher Schriftsteller, Verleger der Pommereller Neuesten Nachrichten
- Carl Furbach (1886–?), deutscher Fabrikant
- Maria Offenberg (1888–1972), deutsche Historikerin und Sozialpädagogin
- Willi Apel (1893–1988), deutscher Musikologe
- Siegbert Joseph (1894–1944), deutscher Mediziner, Gynäkologe
- Hans Apel (1895–1989), Nationalökonom
- Adalbert Schreiber (1895–nach 1950), deutscher Politiker (CDU)
- Magda Elgen (1896–1941), deutsche Schauspielerin
- Wilhelm Kohlbach (1896–1947), deutscher General
- Erhard Mayke (1896–1962), deutscher Eisschnellläufer
- Herbert Tucholski (1896–1984), deutscher Maler und Graphiker
- Elisabeth Ronget-Bohm (1899–1980), jüdische deutsch-französische Malerin
- Paulus Lenz-Medoc (1903–1987), deutscher Philosoph, Germanist und Romanist
- Gerhard Karl Theodor Hoffmann (1908–1996), Jurist und SS-Führer
- Werner-Eugen Hoffmann (1910–1998), deutscher Generalleutnant
- Gerhard Joop (1914–2007), deutscher Autor
- Klaus Raddatz (1914–2002), deutscher Prähistoriker
- Reinhard Schönenberg (1914–1996), deutscher Geologe und Hochschullehrer

Seit 1919
- Henryk Dywan (1933–2022), deutscher Bilderhauer
- Dieter Bogatzki (1942–2000), deutscher Leichtathlet
- Dariusz Pasieka (* 1965), Fußballspieler und -trainer
- Grzegorz Pisalski (* 1970), Unternehmer und Politiker

## Wirkten in der Stadt
- Hermann Hahn (1574–1628), Kunstmaler, wohnte von 1622 bis zu seinem Tod in Konitz
- Julius Eberhard von Massow (1750–1816), Politiker, war seit 1773 Direktor am Landgericht von Konitz
- Johann Eduard von Schleinitz (1798–1869), war seit 1822 Landrat des Kreises Konitz
- Eduard Morwitz (1815–1893), Mediziner, Medizinhistoriker und Verleger, wirkte seit 1843 als Arzt in Konitz
- Joseph Bender (1815–1893), Historiker, wirkte in Konitz als Gymnasiallehrer
- Leo Redner (1828–1898), katholischer Theologe, Bischof von Kulm, war Religionslehrer in Konitz
- Hermann Deiters (1833–1907), Pädagoge und Musikforscher, war seit 1874 Gymnasialdirektor in Konitz
- Georg Kautz (1860–1940), Jurist und Verwaltungsbeamter
- Konrad Finck von Finckenstein (1860–1916), Politiker, war 1894/1895 Landrat in Konitz
- Benzion Kellermann (1869–1923), Philosoph und Schriftsteller, war Religionslehrer und Rabbiner in Konitz
- Hans Krüger (1902–1971), Jurist und Politiker, war 1940 bis 1943 Oberamtsrichter in Konitz.